# Saint-Martin-de-Nigelles
Saint-Martin-de-Nigelles is een gemeente in het Franse departement Eure-et-Loir (regio Centre-Val de Loire). De plaats maakt deel uit van het arrondissement Chartres. Saint-Martin-de-Nigelles telde op 1 januari 2022 1.581 inwoners.

## Geografie
De oppervlakte van Saint-Martin-de-Nigelles bedroeg op 1 januari 2022 12,31 vierkante kilometer; de bevolkingsdichtheid was toen 128,4 inwoners per km².

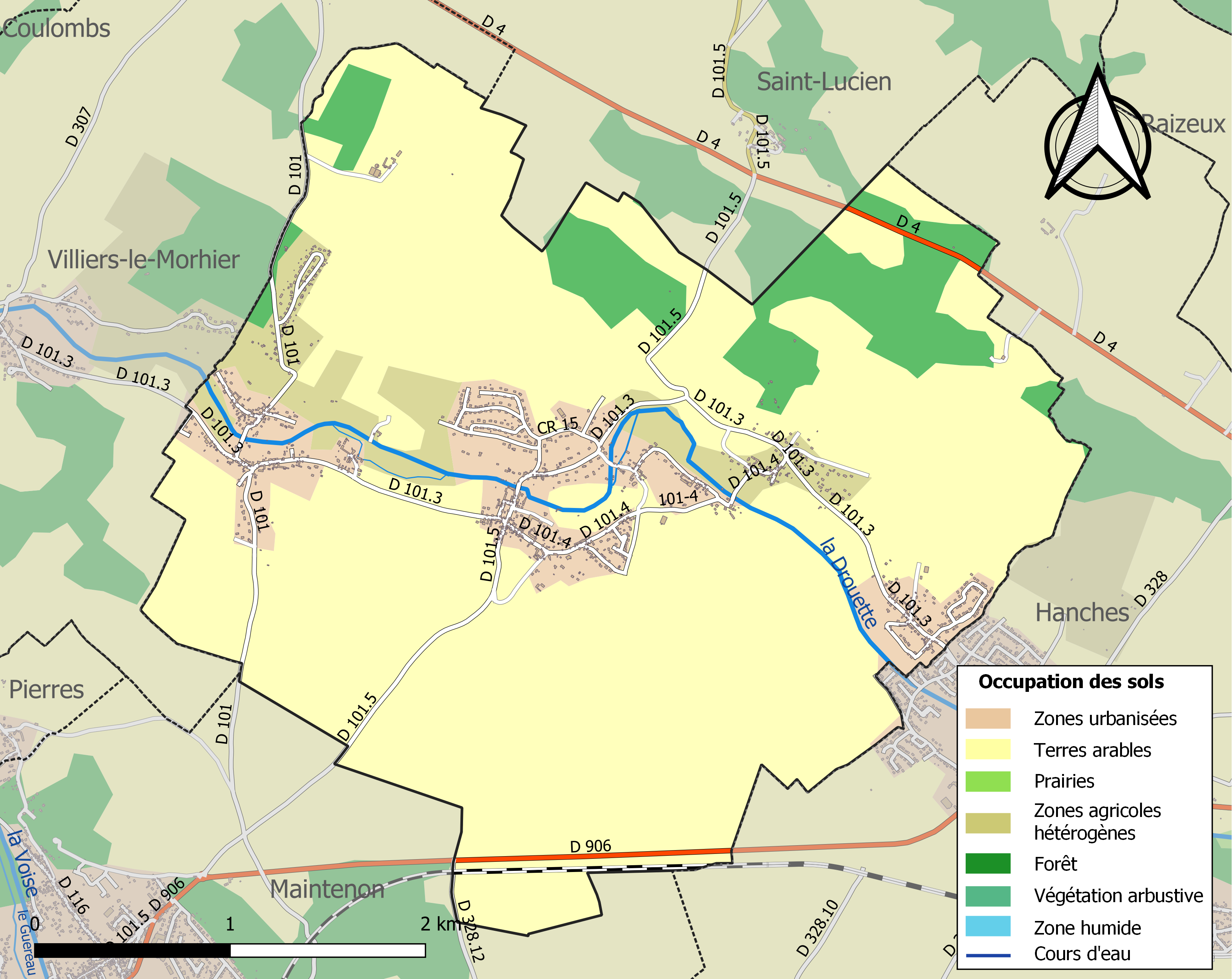
Kaart van de gemeente met belangrijkste infrastructuur, bodemgebruik en omliggende gemeenten

## Demografie
Onderstaande figuur toont het verloop van het inwonertal (bron: INSEE-tellingen).